# Flaga województwa wielkopolskiego
Flaga województwa wielkopolskiego – symbol województwa wielkopolskiego. Flagę ustalił Sejmik Województwa Wielkopolskiego jako płat w formie trapezu o proporcjach 5:11. W lewej części znajduje się kwadrat o proporcjach 5:5, w kolorze czerwonym zawierający wizerunek orła identyczny jak w herbie województwa. Pozostałą część stanowi biały trapez o proporcjach 5:6, którego górna krawędź w stosunku do dolnej ma długość jak 2:1.

## Pochodzenie flagi
Orzeł na fladze nawiązuje do majestatycznej pieczęci króla Przemysła II koronowanego w roku 1295. Pięć lat przed tą datą symbol orła był już kojarzony z polską dynastią Piastów.